# Boulder City
Boulder City är en stad (city) i Clark County i delstaten Nevada i USA. Staden hade 14 885 invånare, på en yta av 539,49 km² (2020).